# Rezerwat przyrody Piaśnickie Łąki
Rezerwat przyrody Piaśnickie Łąki – florystyczny rezerwat przyrody na Wybrzeżu Słowińskim na obszarze Nadmorskiego Parku Krajobrazowego u ujścia Piaśnicy do Bałtyku. Został utworzony w 1959 roku. Powierzchnia rezerwatu wynosi 56,23 ha (akt powołujący podawał 54,70 ha). Rezerwat obejmuje łąki (między korytem Piaśnicy i jej starorzeczem) wraz z roślinnością leśną i lasem dębowo-brzozowym.
Znajdują się tu stanowiska licznych gatunków roślin podlegających ochronie (m.in. woskownica europejska, kosaciec syberyjski, selernica żyłkowana, okrzyn łąkowy, turzyca Hartmana, Buxbauma i Hosta, fiołek mokradłowy i mieczyk dachówkowaty).
Najbliższe miejscowości to Dębki i Wierzchucino.